# Huila nouveau et libéralisme
Huila Nueva y Liberalismo (en français: Huila nouveau et libéralisme) est un parti politique régional colombien du département de Huila, proche du Parti libéral colombien.

## Liens Externes
- site qui en parle